# 佐賀ノ海初太郎
佐賀ノ海 初太郎（さがのうみ はつたろう、1884年2月4日 - 1937年3月24日）は、現在の福岡県柳川市出身で湊部屋、出羽海部屋に所属した力士。本名は松永 初太郎。7代二子山。170cm、90kg。最高位は西前頭6枚目。

## 経歴
大坂相撲に在籍したが、1906年東上し、常陸山谷右エ門の弟子になり、5月に幕下付出で初土俵。1908年5月十両昇進。1911年2月に入幕した。四股名は一時佐賀市唐人町に住んだことに因んだ。1916年1月に引退し、先代師匠の未亡人と婚姻し二子山を襲名したが、常陸山の逆鱗に触れ1918年5月に廃業した。

## 成績
- 幕内9場所28勝36敗17休9分預

## 改名
佐賀ノ海→千年川→佐賀ノ海